# Aguilar (Colorado)
Pour les articles homonymes, voir Aguilar.
Aguilar est une ville américaine située dans le comté de Las Animas dans le Colorado.
Selon le recensement de 2010, Aguilar compte 538 habitants. La municipalité s'étend sur 0,39 milles carrés (1,01 km2).
La ville doit son nom au pionnier Jose Ramon Aguilar.

## Démographie
| 1900 | 1910 | 1920  | 1930  | 1940  | 1950  |
| ---- | ---- | ----- | ----- | ----- | ----- |
| 698  | 858  | 1 236 | 1 383 | 1 397 | 1 038 |

| 1960 | 1970 | 1980 | 1990 | 2000 | 2010 |
| ---- | ---- | ---- | ---- | ---- | ---- |
| 777  | 699  | 624  | 520  | 593  | 538  |